# Saint-Quentin-sur-Isère
Saint-Quentin-sur-Isère är en kommun i departementet Isère i regionen Auvergne-Rhône-Alpes i sydöstra Frankrike. Kommunen ligger i kantonen Tullins som tillhör arrondissementet Grenoble. År 2022 hade Saint-Quentin-sur-Isère 1 472 invånare.

## Befolkningsutveckling
Antalet invånare i kommunen Saint-Quentin-sur-Isère
Referens:INSEE